# The Slim Shady LP
The Slim Shady LP — другий студійний альбом американського репера Емінема, що вийшов 23 лютого 1999 року на лейблах Interscope Records та Aftermath Entertainment. Це перший альбом Емінема, який вийшов на великому лейблі звукозапису. Альбом виявився успішним як в плані продажів, так і за оцінками критиків. Він зайняв друге місце в чартах, поступившись місцем альбому групи TLC FanMail; в перший тиждень продажі склали 283 000 примірників. Альбом був сертифікований як п'ятикратно платиновий організацією RIAA. На сьогоднішній день продано близько 9 мільйонів примірників. «Just Don't Give a Fuck» був першим андерграундним синглом, а першим офіційним була пісня «My Name Is».
У 2003 році The Slim Shady LP зайняв 273 місце в списку журналу Rolling Stone «500 найкращих альбомів усіх часів», вище, ніж The Marshall Mathers LP (посів 320 місце), незважаючи на те, що The Slim Shady LP отримав оцінку 3.5 з 5 зірок, тоді як The Marshall Mathers LP отримав 4 зірки. Хоч фанати вважають, що The Marshall Mathers LP є головним альбомом Емінема, The Slim Shady LP також був дуже добре оцінений критиками.

## Передісторія
Емінем почав займатися репом у віці 14 років. У 1996 році він випустив свій дебютний студійний альбом Infinite, який був записаний у Bassmint, студії звукозапису, що належить братам Bass. випущений під їхнім незалежним лейблом Web Entertainment. Infinite був комерційним провалом і в основному проігнорований радіостанціями Детройта. Цей досвід значно вплинув на його ліричний стиль: «Після цієї платівки кожна написана мною рима ставала все злішою і злішою. Багато в чому це було через відгуки, які я отримав. Вони казали: «Чому ти читаєш реп? Чому б тобі не піти в рок-н-ролл?» Усе це лайно почало мене дратувати». Після випуску Infinite особиста боротьба Емінема та зловживання метадоном і алкоголем завершилися спробою самогубства.
Провал Infinite надихнула Емінема на створення альтер-его Сліма Шейді: «Бум, це ім’я вразило мене, і я одразу придумав усі ці слова, які б з ним римувалися». Слім Шейді служив для Емінема виливом його розчарування та гніву на весь світ. Навесні 1997 року він записав мініальбом у з восьми пісень Slim Shady EP. Протягом цього часу Емінем і його дівчина Кім Скотт жили в районі з високим рівнем злочинності разом зі своєю новонародженою донькою Хейлі, де їхній будинок неодноразово обкрадали. Після того, як його виселили з дому, Емінем поїхав до Лос-Анджелеса, щоб взяти участь в Олімпіаді Репу, щорічному загальнонаціональному змаганні з реп-батлів. Він посів друге місце, і співробітники Interscope Records, які відвідали реп-олімпіаду, надіслали копію Slim Shady EP генеральному директору компанії Джиммі Айовіну. Айовін ввімкнув запис для продюсера Dr. Dre, засновника Aftermath Entertainment. Доктор Дре згадував: «За всю мою кар’єру в музичній індустрії я ніколи не знайшов нічого з демокасети чи компакт-диска. Коли Джиммі ввімкнув це, я сказав: «Знайди його. Зараз». Деякі закликали Доктора Дре не ризикувати з Емінемом, тому що він був білим. Доктор Дре відповів: «Мені байдуже, навіть якщо ти фіолетовий. Якщо ти можеш працювати, я працюю з тобою».

## Запис

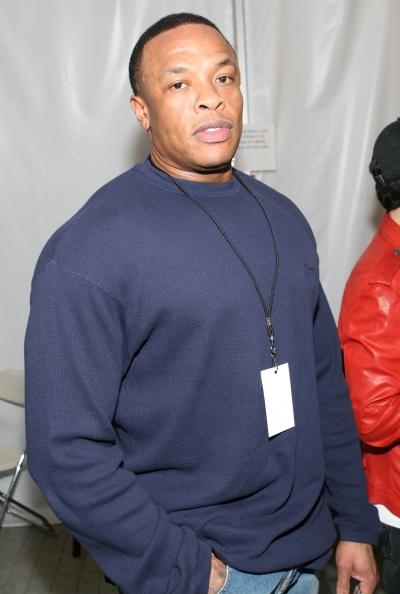
Dr. Dre став співпродюсером The Slim Shady LP

The Slim Shady LP]] був записаний в студії Studio 8 за адресою 430 8 Mile Road у Ферндейлі, штат Мічиган. Емінем, який обожнював Доктора Дре з тих пір, як у підлітковому віці слухав його групу N.W.A, дуже хвилювався під час праці з ним: «Я не хотів бути враженим зіркою чи надто цілувати його дупу... Я просто маленький білий хлопчик із Детройта, я ніколи не бачив зірок, не кажучи вже про Доктора Дре». Однак Емінемові стало комфортніше працювати з Доктором Дре після серії високопродуктивних сеансів запису. Процес запису зазвичай починався з того, що Доктор Дре створював біт, а Емінем використовував треки як шаблон для своїх фрістайл-репів; «У мене була рима для кожного його біта», — згадував Емінем. Пізніше він сказав: «Щоразу, коли я сідав з ручкою, все було так: до біса тебе, до біса це, до біса їх, до біса це, до біса світ, до біса те, що всі думають. До біса їх». У перший день запису Емінем і Доктор Дре закінчили «My Name Is» за годину. Того дня були записані ще три пісні, включно з «Role Model».
«'97 Bonnie & Clyde», який раніше з'являвся на Slim Shady EP як «Just the Two of Us», був перезаписаний для The Slim Shady LP, щоб включити вокал його доньки Хейлі. Оскільки пісня зосереджена на утилізації трупа його дівчини, Емінему було незручно пояснювати ситуацію Кім, і замість цього він сказав їй, що відведе Хейлі до Chuck E. Cheese. Він пояснив: «Коли вона дізналася, що я використовував нашу доньку, щоб написати пісню про її вбивство, вона, нахрін, вибухнула. Ми тільки зійшлися кілька тижнів тому. Потім я заграв їй цю пісню, і вона розгнівалася». Емінем також сказав: «Коли вона (Хейлі) буде доросла, я поясню це їй. Я дам їй знати, що мама з татом не ладнали в той час. Нічого з цього не можна було приймати надто буквально, хоча тоді я, біса, хотів це зробити». Емінем попросив Меріліна Менсона взяти участь у пісні, але співак відмовився, оскільки вважав пісню «надто женоненависницькою». Пісня «Guilty Conscience» містить жартівливе посилання на випадок, коли Доктор Дре напав на Ді Барнс. Знаючи доктора Дре лише кілька днів, Емінем хвилювався, як він відреагує на таку фразу, і, на своє полегшення, Доктор Дре «впав зі свого крісла від сміху», почувши цей текст.
«Ken Kaniff» — це скит, що включає жартівливий дзвінок Емінему, записаний за участю детройтського репера Aristotle. Після розбрату між ними на хвилі проривного успіху Емінема, Емінем замість цього грав Кена Каніффа в сценках на майбутніх альбомах. Протягом своєї кар’єри Кен Каніфф з’являвся в інших альбомах Емінема, а востаннє його можна було почути в The Death of Slim Shady (Coup de Grâce). Ще один скит, «Bitch», — це повідомлення автовідповідача, в якому Зої Вінклер, донька актора Генрі Вінклера, розповідає подрузі, що їй огидна музика Емінема. Він зустрівся і повечеряв з нею, щоб отримати дозвіл на використання запису в альбомі. Під час процесу зведення The Slim Shady LP, у той самий час, Кід Рок записував свій четвертий студійний альбом, Devil Without a Cause. Будучи друзями з Кідом Роком, Емінем попросив Кіда Рока записати скретч для пісні «Just Don't Give A Fuck», яка з'являється як на Slim Shady EP, так і на The Slim Shady LP. Натомість Емінем виконав куплет на пісні Kid Rock «Fuck Off».

## Про альбом

### Тематика пісень
З моменту виходу The Slim Shady LP було багато суперечок, викликаних змістом пісень. «Guilty Conscience» (другий сингл альбому) закінчується тим, що Емінем і Dr. Dre успішно переконують людину вбити свою дружину і її коханця. «Guilty Conscience» поклала початок дуету Емінема і Dr. Dre, який з тих пір неодмінно присутній хоча б в одній пісні в кожному альбомі Емінема (крім Recovery, The Marshall Mathers LP 2). У «97' Bonnie & Clyde» Емінем читає про те, як він скидає труп вбитої дружини в річку, в той час як його дворічна донька їде з ним у машині, що відображено на обкладинці альбому.
Інтро альбому «Public Service Announcement» попереджає про те, що в альбомі надмірна кількість нецензурних висловів, насильства і згадок про наркотики і що діти не повинні слухати цей альбом (правда, в самому інтро теж є ненормативна лексика). Інтро нагадує початкове попередження програми каналу MTV «Jackass», яка вийшла пізніше в той же рік: «Не повторюйте це вдома».
У більшості пісень присутні тексти про секс, наркотики і насильство. Також присутні відсилання до окультних ритуалів і сатанізму. Фанати відповідають на все це тим, що пісні цього альбому не повинні сприйматися серйозно. Емінем сам заявляє, що «Slim Shady» є вигаданою людиною і що він не є відображенням справжнього життя Емінема, деякі пісні замислювалися просто як жарти. На «чистій» версії альбому, слова «shit», «ass» і іноді «bitch» не були відцензуровані, тоді як всі згадки про секс, наркотики вирізані. Альбомна версія «Guilty Conscience» сильно відрізняється від версії, що звучала в кліпі.
Незважаючи на те, що багато текстів в альбомі є гумористичними, деякі пісні зображують розчарування Емінема через життя в бідності. Обговорюючи The Slim Shady LP, Ентоні Боцца з Rolling Stone описав Емінема як «ймовірно, єдиного МС у 1999 році, який може похвалитися низькою самооцінкою. Його віршики вражаюче збочені, розповідаючи про життя з мінімальною зарплатою, позбавлене надії, охоплене гнівом. Емінем був натхненний написати «Rock Bottom» після того, як його звільнили з роботи кухаря в ресторані за кілька днів до дня народження його доньки. Пісня оплакує людську залежність від грошей, обговорюючи їхню здатність промивати мозок людини. Він ілюструє свою боротьбу, щоб забезпечити свою дочку, описуючи себе як «знеохоченого, голодного і недоїдаючого». «If I Had» дотримується подібної теми, оскільки він описує життя з мінімальною зарплатою та зауважує, що «втомився від роботи, починаючи з 5,50 доларів на годину». У пісні він висловлює своє роздратування відповідністю стереотипу «white trash».
Пісні «Just don't Give a Fuck», «If I Had» і «97' Bonnie & Clyde» раніше вийшли на The Slim Shady EP в 1997 році. Dr. Dre був так вражений EP, що вирішив включити деякі пісні в The Slim Shady LP. «Just Don't Give a Fuck» отримав більш похмурий біт, з використанням великої кількості інструментів, і з додаванням ефектів від Кід Рока. У «97' Bonnie & Clyde» були додані клавішні. Версія пісні, що звучала у EP, яка називалася «Just The Two of Us», використовувала семпл однойменної пісні Гровера Вашингтона Молодшого.

### Продюсування
Dr. Dre продюсував обидва сингли («My Name Is» і «Guilty Conscience»), а також «Role Model» спільно з продюсером Mel-Man. Інша частина альбому була спродюсована силами Bass Brothers з детройтського FBT Productions, які вже працювали разом з Емінемом з часів Infinite. Біти з альбому порівнювали з стилем хіп-хопу Західного узбережжя і джі-фанком.

### Запрошені гості
Так як в ці роки Eminem не був надто відомим, запрошених гостей на альбомі було тільки чотири: Dr. Dre, який читав в треку «Guilty Conscience», Royce da 5'9", який до цього записував разом з Емінемом треки «Nuttin' to Do», «Scary Movies» та інші. Він показав себе в треку «Bad Meets Evil». Діна Рей співає в «Cum On Everybody», але вона не згадана ні в трек-листі, ні в списку виконавців. Скит «Bitch» виконує Зої Вінклер.

## Комерційний успіх
The Slim Shady LP розійшовся тиражем 283 000 копій за перший тиждень після виходу, дебютувавши під номером два в чарті Billboard 200 після FanMail від TLC. Альбом залишався в Billboard 200 протягом 100 тижнів. Він також посів перше місце в чарті top R&B/Hip Hop Albums, протримавшись у чарті 92 тижні. 5 квітня 1999 року він був сертифікований платиновим RIAA за продаж понад мільйона копій. 15 листопада 2000 року альбом став чотириразово платиновим. «My Name Is», провідний сингл альбому, досяг 36 місця в Billboard Hot 100, залишаючись у чарті десять тижнів. Крім того, сингл посів 18 місце в чарті R&B/Hip-Hop Songs, 29 місце в чарті Pop Songs і 37 місце в чарті Alternative Songs. «Guilty Conscience» посіла 56 місце в чарті Billboard R&B/Hip-Hop Songs, тоді як «Just Don't Give a Fuck» посіла 62 місце в чарті.
Станом на листопад 2013 року в США було продано 5 437 000 копій альбому. Альбом досяг 9-го місця в канадському чарті Canadian Albums Chart і залишався там протягом дванадцяти тижнів. Крім того, альбом отримав тричі платиновий сертифікат Канадської асоціації звукозаписної індустрії за продаж понад 200 000 одиниць. Альбом також отримав двічі платиновий статус у Великій Британії, де він посів десяте місце в UK Albums Chart та залишався в чарті протягом 114 тижнів. В Австралії альбом посів 49 місце в чарті ARIA і згодом став платиновим у цій країні. Альбом також досяг 20 і 23 позицій у чартах Нідерландів і Нової Зеландії відповідно. Він отримав золотий сертифікат у Нідерландах і платиновий у Новій Зеландії.

## Критика
Альбом був схвалений критиками. Стівен Томас Ерлвайн з AllMusic дав альбому п’ять зірок із п’яти, високо оцінюючи «широкий словниковий запас і яскраву уяву» репера, додаючи, що «через роки, коли шок зник, саме ті ліричні навички та тонке володіння музикою все ще залишаються, резонують, і саме вони роблять The Slim Shady LP одним із кращих дебютів як у хіп-хопі, так і в сучасній поп-музиці». Девід Браун з Entertainment Weekly описав «невибачливу епатажність» альбому як реакцію на «соул-позитив» свідомого хіп-хопу, зазначивши, що «The Slim Shady LP знаменує повернення нешанобливого, мудрого ставлення до жанру, яке чулося в альбомі в його безперервний шквал грубо кумедних віршів... Навіть шанувальники поп-музики, пригнічені графічними текстами, здригнуться». Сорен Бейкер з Los Angeles Times дав альбому три з половиною зірки з чотирьох і заявив, що «Він не боїться нічого сказати; його тексти настільки розумні, що він змушує вбивство звучати так, ніби це смішний вчинок, який він може собі дозволити щоб просто згаяти час», але поскаржився на «іноді плаский продакшн, яка позбавляє сили словесного хаосу Емінема».
Багато рецензентів відгукнулися про ліричний зміст альбому. Ґілберт Родман з Popular Communications стверджує: «Музика Емінема містить більше ніж достатню частку женоненависницьких і гомофобних текстів, але просте зведення її до них (як це роблять багато критиків) не допоможе пояснити Емінема. Вона лише посилається на банальність або звук, щоб пояснити його». Роб Шеффілд з Rolling Stone насолоджувався комедійним характером платівки, написавши «Просто кажучи: Емінем тебе зламає», але також відчув, що женоненависницька лірика стає стомлюючою, зазначивши, що «жарти про вбивство дружин у «'97 Bonnie and Clyde» не є смішнішими за Гарта Брукса, а «My Fault'» належить до якогось жалюгідного альбому Bloodhound Gang». Натан Рабін з The A.V. Club відчув, що, незважаючи на те, що альбом часом «дитячий і не надихаючий», «сюрреалістичний, ультражорстокий, трейлерний/пост-гангста-реп-екстремізм Емінема є принаймні ковтком свіжого повітря у світі репу, де відчайдушно бракує нових ідей». Майк Рубін зі Spin зазначив, що «його сценарії настільки надумані, що пісні майже ніколи не звучать так потворно, як насправді». Кріс Дефо з The Globe and Mail висловив думку, що «зазнаний знущань з боку однокурсників і викладачів, обдурений своєю дівчиною, зневажений суспільством, Шейді час від часу переступає за все — або, радше, зашкалює, — але продакшн Дре, повний дивних голосів і комічних вставок, тримають речі разом». Рецензуючи для The Village Voice у 1999 році, Роберт Крістґау назвав платівку «платиновим призом до слави», і, незважаючи на те, що наприкінці він піддався «нудній сенсаційності», Емінем демонструє «більше комічного генія, ніж будь-який поп-музикант після, можливо, Лаудона Уейнрайта III».

## Наступні події

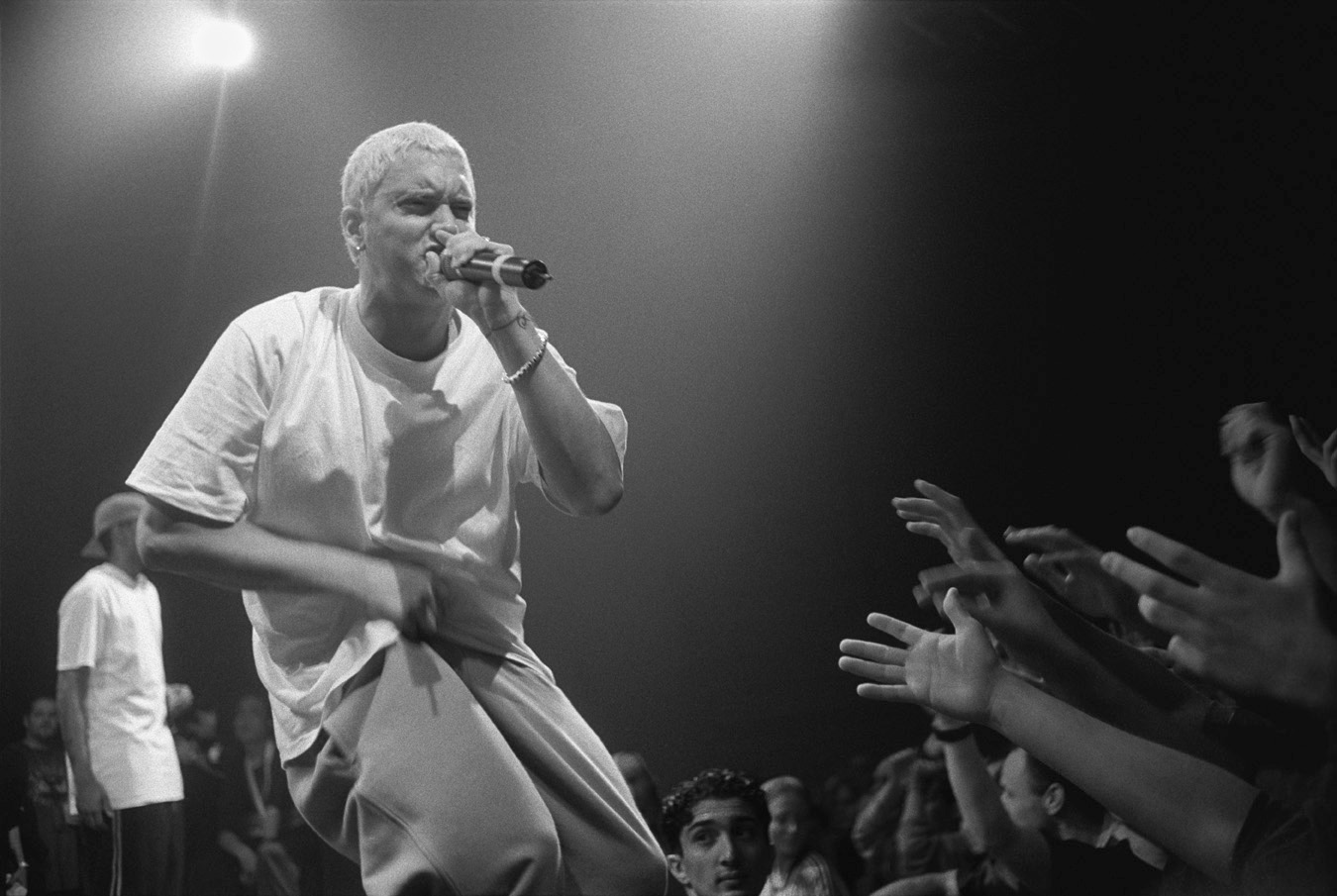
Виступ Емінема у Мюнхені, жовтень 1999 року.

Після успіху альбому The Slim Shady LP Емінем перетворився з андерграундного репера в знаменитість. Interscope Records нагородив його власним звукозаписним лейблом Shady Records. Першим артистом, з яким Емінем підписав контракт, був репер і його найкращий друг Proof. Емінем, який раніше ледве забезпечував свою доньку, відзначив кардинальні зміни в своєму способі життя: «Цього Різдва під ялинкою було так багато довбаних подарунків... Моя донька не народилася зі срібною ложкою в роті. .. Але зараз вона у неї є, я не можу втриматися від того, щоб її не балувати».
Для просування The Slim Shady LP Емінем розпочав великий тур. Він приєднався до Vans Warped Tour на заміну Cypress Hill в останню хвилину. Тур проходив у 31 північноамериканських містах з 25 червня по 31 липня, починаючи в Сан-Антоніо і закінчуючи в Маямі. Він часто виступав у другій половині дня на Warped Tour, а потім їхав в інше місце, щоб виступити в хіп-хоп-клубі ввечері. Під час виступу в Гартфорді, штат Коннектикут, наприкінці Warped Tour, Емінем послизнувся на калюжі та впав зі сцени, зламавши кілька ребер. Він казав, що стрес від нової слави змусив його надмірно пити, і подумав: «Я знав, що мушу схаменутись. Падіння було як нагадування». Однак після надання медичної допомоги він почувався добре, і наступного дня поїхав до Нью-Йорка для виступу на Total Request Live.
Емінем також став дуже суперечливою фігурою завдяки своєму ліричному змісту. Його назвали «жонаненависником, нігілістом і прихильником домашнього насильства», а в редакційній статті головного редактора Billboard Тімоті Уайта письменник звинуватив Емінема в тому, що він «заробляє гроші, використовуючи нещастя світу». Як повідомляється, під час інтерв'ю на радіо в Сан-Франциско Емінем розлютив місцевого ді-джея Sista Tamu через фрістайл про «ляпас вагітній суці» до такої міри, що в ефірі вона зламала копію The Slim Shady LP. Репер казав: «Мій альбом не для малих дітей. На ньому є наклейка з попередженням, і вам має бути вісімнадцять, щоб слухати його. Це не означає, що малі діти не зрозуміють його, але я не відповідаю за кожну дитину, я не є зразком для наслідування і не претендую на це».

## Перевидання
У 2016 році після того, як альбому виповнилося 17 років, Емінем повідомив, що готується перевидання альбому на аудіокасети. Перевидання включало в себе футболку з логотипом альбому і саму касету. Касета виконана в темних тонах з переливчастої обкладинкою.

## Список композицій
| #                         | Назва                                                             | Автор                             | Продюсери                    | Тривалість |
| ------------------------- | ----------------------------------------------------------------- | --------------------------------- | ---------------------------- | ---------- |
| 1.                        | «Public Service Announcement» (скіт) (виконують J. Bass і Eminem) |                                   |                              | 0:33       |
| 2.                        | «My Name Is»                                                      | Емінем Янг                        | Dr. Dre                      | 4:28       |
| 3.                        | «Guilty Conscience» (при участі Dr. Dre)                          | Емінем Янг                        | Dr. Dre, Eminem              | 3:19       |
| 4.                        | «Brain Damage»                                                    | Eminem J. Bass M. Bass            | Eminem J. Bass M. Bass (со.) | 3:46       |
| 5.                        | «Paul» (скіт) (виконує Paul Rosenberg)                            |                                   |                              | 0:15       |
| 6.                        | «If I Had»                                                        | Eminem J. Bass M. Bass            | Eminem J. Bass M. Bass (со.) | 4:05       |
| 7.                        | «’97 Bonnie & Clyde»                                              | Eminem J. Bass M. Bass            | Eminem J. Bass M. Bass (со.) | 5:16       |
| 8.                        | «Bitch» (скіт) (виконує Zoe Winkler)                              |                                   |                              | 0:19       |
| 9.                        | «Role Model»                                                      | Eminem Mel-Man                    | Dr. Dre, Mel-Man             | 3:25       |
| 10.                       | «Lounge» (скіт) (при участі J. Bass та M. Bass)                   |                                   |                              | 0:46       |
| 11.                       | «My Fault»                                                        | Eminem J. Bass M. Bass            | Eminem J. Bass M. Bass       | 4:01       |
| 12.                       | «Ken Kaniff» (скіт) (при участі Aristotle і M. Bass)              |                                   |                              | 1:16       |
| 13.                       | «Cum on Everybody» (при участі Dina Rae)                          | Eminem J. Bass M. Bass            | Eminem J. Bass M. Bass (со.) | 3:39       |
| 14.                       | «Rock Bottom»                                                     | Eminem J. Bass M. Bass            | J. Bass M. Bass              | 3:34       |
| 15.                       | «Just Don't Give a Fuck»                                          | Eminem J. Bass M. Bass            | Eminem J. Bass M. Bass (со.) | 4:02       |
| 16.                       | «Soap» (скіт) (виконують Royce da 5'9" і J/ Bass)                 |                                   |                              | 0:34       |
| 17.                       | «As the World Turns»                                              | Eminem J. Bass M. Bass            | Eminem J. Bass M. Bass (со.) | 4:25       |
| 18.                       | «I’m Shady»                                                       | Eminem J. Bass M. Bass            | Eminem J. Bass M. Bass (со.) | 3:31       |
| 19.                       | «Bad Meets Evil» (при участі Royce da 5'9")                       | Eminem J. Bass M. Bass Montgomery | Eminem J. Bass M. Bass (со.) | 4:13       |
| 20.                       | «Still Don’t Give a Fuck»                                         | Eminem J. Bass M. Bass            | Eminem J. Bass M. Bass (со.) | 4:12       |
| Загальна тривалість 59:39 |                                                                   |                                   |                              |            |

| The Slim Shady LP: Special Edition | The Slim Shady LP: Special Edition   | The Slim Shady LP: Special Edition | The Slim Shady LP: Special Edition | The Slim Shady LP: Special Edition |
| #                                  | Назва                                | Автор                              | Продюсер(и)                        | Тривалість                         |
| ---------------------------------- | ------------------------------------ | ---------------------------------- | ---------------------------------- | ---------------------------------- |
| 1.                                 | «Hazardous Youth» (а капела)         | Eminem                             |                                    | 0:47                               |
| 2.                                 | «Get You Mad»                        | Eminem                             | King Tech                          | 4:21                               |
| 3.                                 | «Greg» (а капела)                    | Eminem                             |                                    | 0:53                               |
| 4.                                 | «Just Don’t Give A Fuck» (відеокліп) |                                    |                                    |                                    |
| 5.                                 | «My Name Is» (відеокліп)             |                                    |                                    |                                    |
| 6.                                 | «Guilty Conscience» (відеокліп)      |                                    |                                    |                                    |
| 7.                                 | «Role Model» (відеокліп)             |                                    |                                    |                                    |

У цензурній версії альбому пісні 8, 13, 15 і 20 були названі «Zoe», «Come on Everybody», «Just don't Give» і «Still don't Give» відповідно.
Список композицій, семпли яких були використані у ході роботи над альбомом
- «My Name Is» семпл з пісні «I Got The» Labi Siffre і «I don't Love You» Millie Jackson
- «Guilty Conscience» семпл з пісні «Go Home Pigs» Ronald Stein
- «Cum on Everybody» семпл з пісні «Gimme What You Got» Le Pamplemouse
- «Bad Meets Evil» семпл з пісні «Me & My Girlfriend» 2Pac і «Modaji» Dave Grusin
- «I'm Shady» семпл з пісні «Pusherman» Curtis Mayfield
- «Rock Bottom» семпл з пісні «Summertime» Big Brother & The Holding Company
- «If I Had» семпл з пісні «If I Had $1000000» Barenaked Ladies

## Чарти
| Чарт (1999)                                                     | Пікова позиція |
| --------------------------------------------------------------- | -------------- |
| Австралія Australian Albums (ARIA)                              | 49             |
| Австралія Australian Urban Albums (ARIA)                        | 7              |
| Австрія Austrian Albums (Ö3 Austria)                            | 12             |
| Бельгія Belgian Albums (Ultratop Flanders)                      | 46             |
| Бельгія Belgian Albums (Ultratop Flanders) Спеціальне видання   | 7              |
| Бельгія Belgian Albums (Ultratop Wallonia)                      | 157            |
| Бельгія Belgian Albums (Ultratop Wallonia) Спеціальне видання   | 27             |
| Канада Canadian Albums (Billboard)                              | 9              |
| Канада Canadian R&B Albums (Nielsen SoundScan)                  | 7              |
| Нідерланди Dutch Albums (MegaCharts)                            | 20             |
| Франція French Albums (SNEP)                                    | 52             |
| Німеччина German Albums (Offizielle Top 100)                    | 51             |
| Ірландія Irish Albums (IRMA)                                    | 22             |
| Японія Japanese Albums (Oricon)                                 | 39             |
| Нова Зеландія New Zealand Albums (Recorded Music NZ)            | 23             |
| Норвегія Norwegian Albums (VG-lista)                            | 25             |
| Швеція Swedish Albums (Sverigetopplistan)                       | 40             |
| Швейцарія Swiss Albums (Schweizer Hitparade)                    | 77             |
| Швейцарія Swiss Albums (Schweizer Hitparade) Спеціальне видання | 25             |
| Велика Британія UK Albums (OCC)                                 | 10             |
| Велика Британія UK R&B Albums (OCC)                             | 1              |
| США Billboard 200                                               | 2              |
| США Top R&B/Hip-Hop Albums (Billboard)                          | 1              |

| Чарт (1999)                            | Позиція |
| -------------------------------------- | ------- |
| Канада Canadian Albums (RPM)           | 69      |
| Велика Британія UK Albums (OCC)        | 64      |
| США Billboard 200                      | 22      |
| США Top R&B/Hip-Hop Albums (Billboard) | 13      |

| Чарт (2000)                                | Позиція |
| ------------------------------------------ | ------- |
| Канада Canadian Albums (Nielsen SoundScan) | 95      |
| Велика Британія UK Albums (OCC)            | 44      |
| США Billboard 200                          | 54      |
| США Top R&B/Hip-Hop Albums (Billboard)     | 64      |

| Чарт (2001)                                                   | Позиція |
| ------------------------------------------------------------- | ------- |
| Бельгія Belgian Albums (Ultratop Flanders) Спеціальне видання | 56      |
| Канада Canadian R&B Albums (Nielsen SoundScan)                | 73      |
| Канада Canadian Rap Albums (Nielsen SoundScan)                | 36      |
| Велика Британія UK Albums (OCC)                               | 84      |

| Chart (2002)                                           | Позиція |
| ------------------------------------------------------ | ------- |
| Канада Canadian Alternative Albums (Nielsen SoundScan) | 127     |

### Місця в чартах синглів
| Рік  | Пісня                    | Вища позиція      | Вища позиція                                        | Вища позиція    | Вища позиція       | Вища позиція    | Вища позиція      | Вища позиція  |
| Рік  | Пісня                    | Billboard Hot 100 | Hot R&B/Hip-Hop Songs                               | Hot Rap Singles | Modern Rock Tracks | Rhythmic Top 40 | Top 40 Mainstream | Top 40 Tracks |
| 1998 | «Just Don't Give a Fuck» | -                 | 62                                                  | 5               | -                  | -               | -                 | -             |
| 1999 | «Guilty Conscience»      | -                 | 56                                                  | -               | -                  | -               | -                 | -             |
| 1999 | «My Name Is»             | 36                | 18                                                  | 10              | 37                 | 5               | 29                | 39            |
| 1999 | «Role Model»             | -                 | 111 [Архівовано 16 березня 2008 у Wayback Machine.] | -               | -                  | -               | -                 | -             |

## Сертифікації
| Регіон | Сертифікація  | Продажі    |
| --- | ------------- | ---------- |
| Австралія (ARIA) | 8× Платиновий | 560 000    |
| Канада (Music Canada) | 2× Платиновий | 200 000^   |
| Нідерланди (NVPI) | Золотий       | 50 000^    |
| Нова Зеландія (RIANZ) | Платиновий    | 15 000^    |
| Південна Африка (RISA) | Золотий       | 25 000*    |
| Швейцарія (IFPI Switzerland) | Золотий       | 25 000^    |
| Велика Британія (BPI) | 4× Платиновий | 1,100,000  |
| США (RIAA) | 5× Платиновий | 6,597,000  |
| Підсумки |               |            |
| Європа (IFPI) | Платиновий    | 1 000 000* |
| *продажі, що базуються лише на сертифікаціях · ^відвантаження, що базуються лише на сертифікаціях · продажі+прослуховування, що базуються лише на сертифікаціях |               |            |